# Zwanendrift

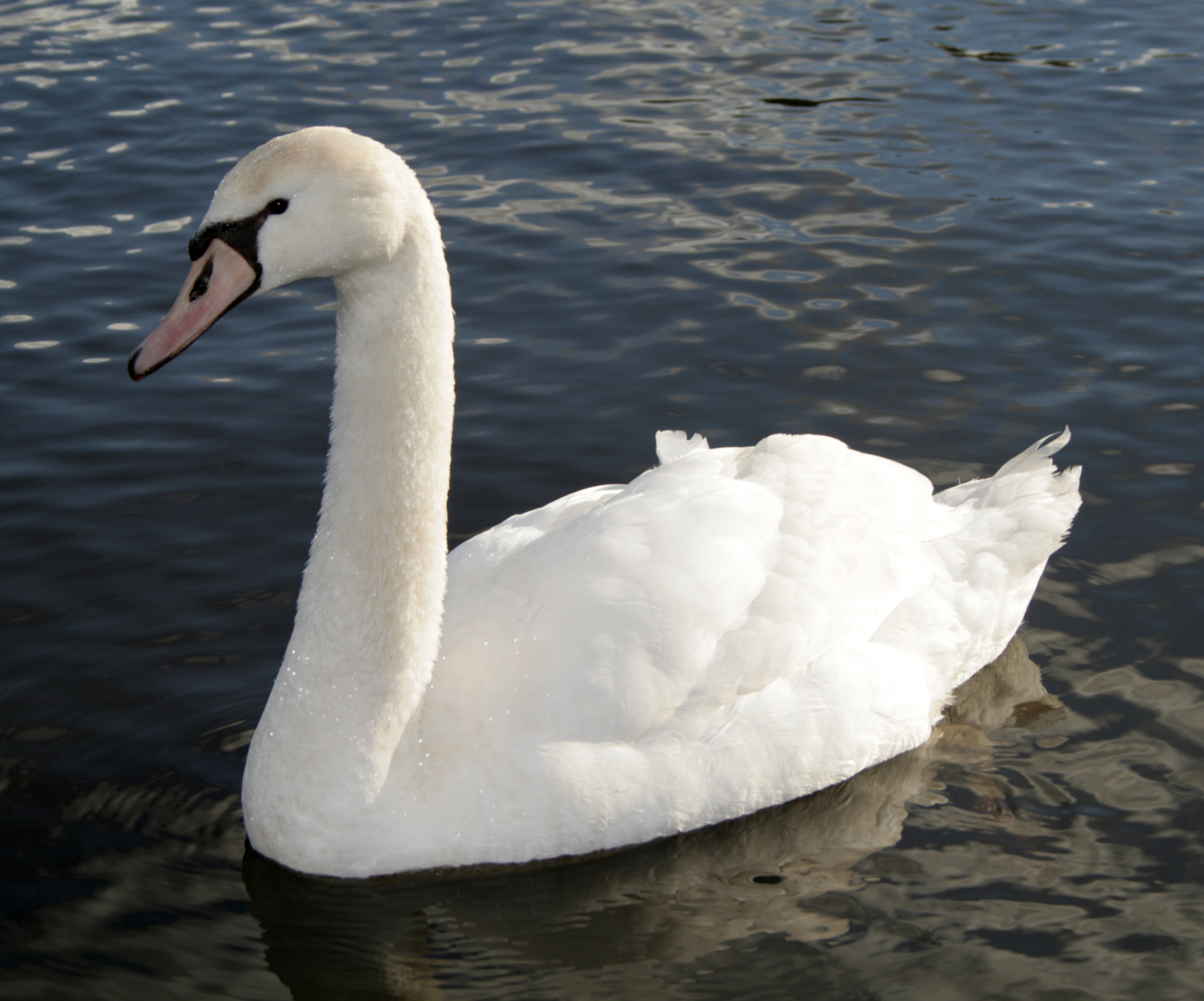
Een zwaan in de Amstel, nabij het Martin Luther Kingpark.

Een zwanendrift, zwaandrift of zwanenrecht is een vorm van pluimveehouderij waarbij zwanen worden gehouden en verhandeld. De zwanen worden hierbij vrijelijk in het landschap gehouden. Van oorsprong is het een vorstelijk, later heerlijk recht dat door de vorst meestal in leen werd gegeven aan een ambachtsheer of stad. In Nederland is zwanendrift sinds 1 juli 2016 verboden.

## Toestemming
Het houden van zwanen als siervogel is in Nederland toegestaan. Het houden van zwanen als productiedier is alleen toegestaan indien er een ontheffing is. Sinds 2013 is er niet meer zo'n ontheffing afgegeven. Ook de handel in zwanen is in Nederland verboden. Wel kan toestemming verkregen worden om zwanen te verhandelen die in gevangenschap geboren zijn. De Raad voor Dierenaangelegenheden adviseerde het Ministerie in 1995 om het zwanendriften te verbieden.

## Recht van zwanendrift als regaal en heerlijk recht

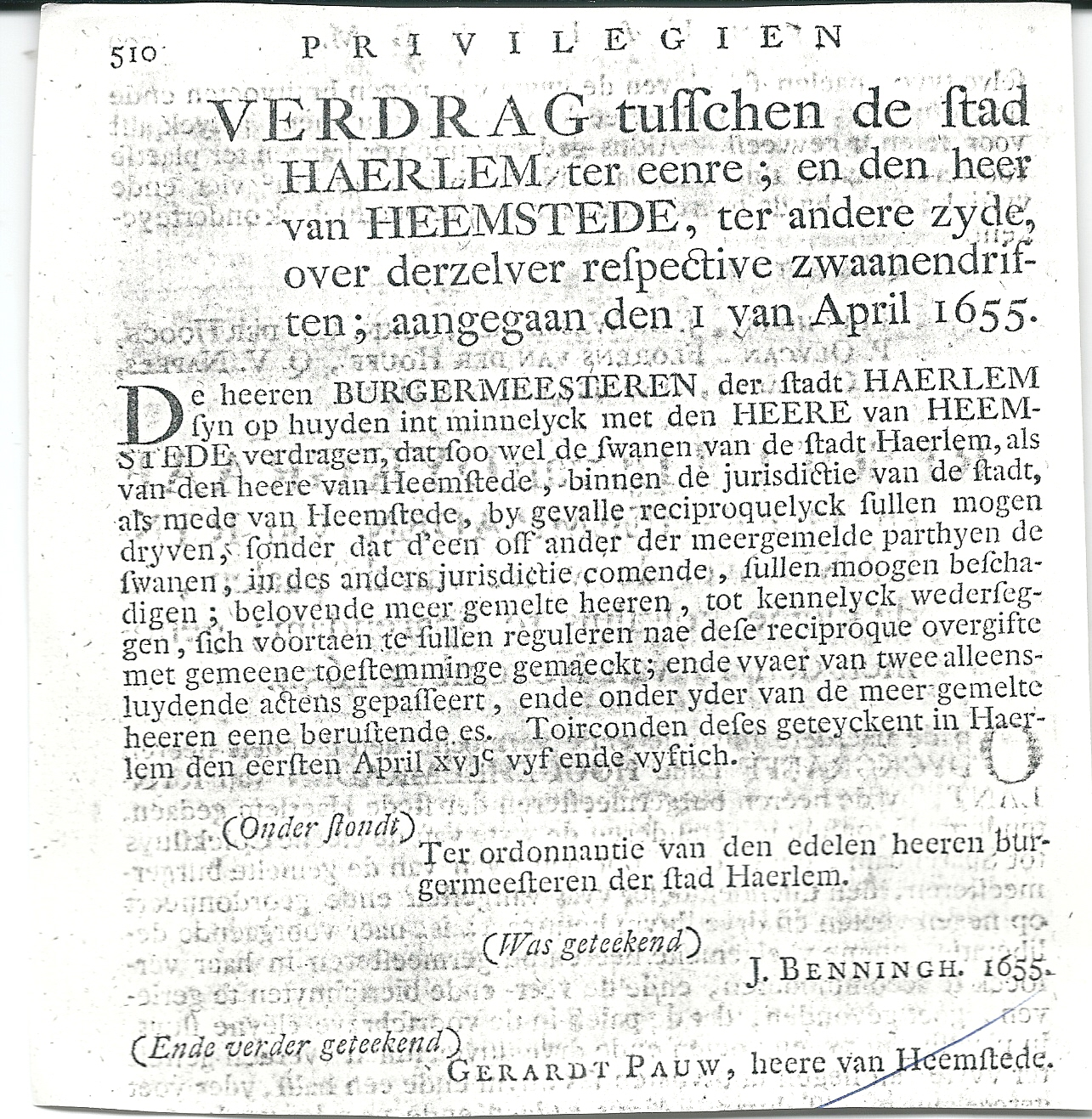
Overeenkomst tussen de stad Haarlem en de Heer van Heemstede van 1655 inzake zwanendrift

### Geschiedenis

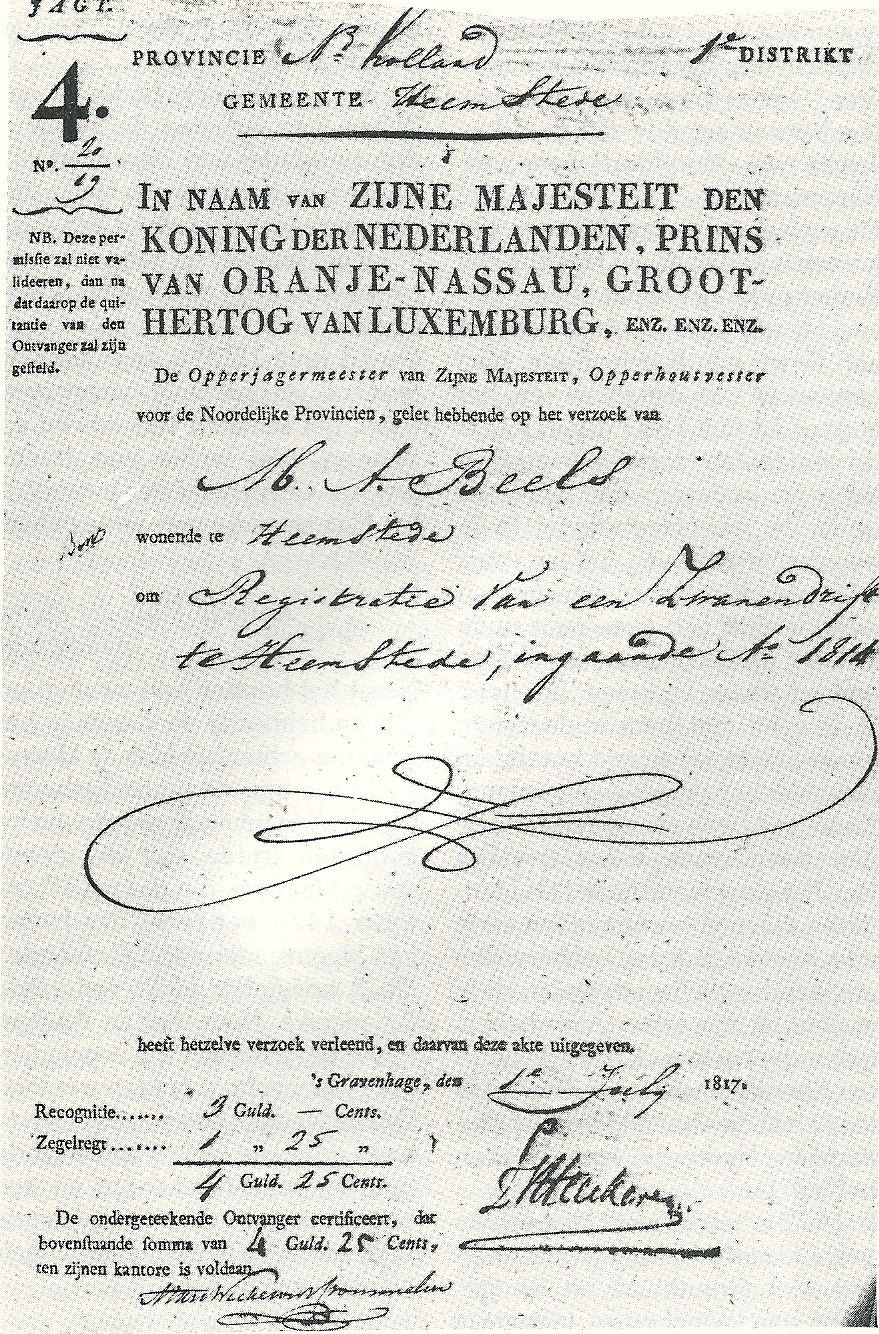
Registratie van het recht van zwanendrift uit 1817

Het recht van zwanendrift met uitsluiting van anderen is een oud regaal uit het Heilig Roomse Rijk. De regalen zijn in 1158 door Frederik Barbarossa in een wijsdom vastgelegd in de Constitutio de regalibus. Via de Libri feudorum waarin het Longobardische leenrecht geregeld was, werd het in West-Europa ingevoerd en zou tot lang na de Middeleeuwen in de Lage Landen het geldend recht zijn. Sommige historici betwijfelen de regaliteit van het recht van zwanendrift en zien het als een recht dat een uitvloeisel is van het stroomregaal.
Het recht van zwanendrift was het voorrecht om zwanen te houden in een bepaald gebied. Wie ook een zwaan wilde bezitten of vangen moest daarvoor formele toestemming krijgen van de leenheer. Soms werd het recht ook in achterleen gegeven. De zwanen werden gekenmerkt door een metalen, soms zilveren, band rond de hals, als teken aan wie de zwanen toebehoorden. Soms leek de band op een kroontje. Afbeeldingen van deze zwanen met halsband zijn terug te vinden in de wapens van verschillende Nederlandse gemeenten en Tongeren. In de negentiende eeuw was het gebruikelijker om een tatoeage op de snavel te zetten.
Er werd waarschijnlijk nauwelijks gehandeld in driftzwanen. Daarnaast maakte het recht het mogelijk om toe te zien op de zwanen. De zwaan werd vaak gezien als een adellijk dier en het bezitten van zwanen in de kasteelgracht droeg bij aan de status. Het recht van zwanendrift kwam in ieder geval voor gedurende de veertiende tot de zeventiende eeuw.
Het was een recht uit de 16e, 17e en 18e eeuw dat was voorbehouden aan graven en andere edelen. Het recht maakte het mogelijk om zwanen te houden en af te schieten. Zwanenvlees gold voorheen als een delicatesse. Het zwanenrecht werd gezien als een waardevol en begeerd bezit. Een 'heer' die dit recht van zwanendrift bezat werd een pluimgraaf genoemd. In de steden werden ambtenaren aangesteld als pluimgraaf, of werd de schout ermee belast.
Zwanen kwamen meestal in gebraden vorm aan het einde van hun bestaan. Ze werden door de heer zelf verorberd of als relatiegeschenk geschonken. Zo schonk de magistraat van Zwolle in 1648 tot onderholdinge van onderlinge correpondentie ende vrintschap aan de stad Kampen twee zwanen voor de keurmaaltijd.

### Wettelijke regeling in Nederland
Er golden strenge regels voor het houden van zwanen. Er is een Fries zwanenboek bewaard gebleven uit 1529 van pluimgraaf Nicolai die vastlegde welke families het zwanenrecht bezaten.
In 1807 kwam onder Lodewijk Napoleon de Jachtwet 1807 met reglement tot stand waarin oude rechten van zwanendrift gehandhaafd bleven, mits deze bevestigd werden. Registratie was niet nodig. De Jachtwet van 1814 stelde de eis van registratie wel. Afpaling was geen vereiste. Broedende koppels werden beschermd als ze hun nest buiten het eigendom van de eigenaar van het recht maakten. De eigenaar moest drie gulden per broedend koppel vergoeden. De vergoeding werd in de Jachtwet 1852, herziening 1857, weer vervallen verklaard. De bescherming van geregistreerde broedende zwanen bleef gehandhaafd. Voor het oprichten van een nieuwe zwanendrift was toestemming van de koning vereist. Op het wetsvoorstel kwamen bezwaren, het recht van zwanendrift zou niet meer 'van deze tijd' zijn. De regering was van mening dat afschaffing van het recht niet kon zonder schadevergoeding aan de eigenaar en keurde het wetsvoorstel goed.
In 1923 trad de Jachtwet 1923 in werking. In 1904 was een staatscommissie benoemd om de nieuwe jachtwet, waarin alle heerlijke jachtrechten afgeschaft moesten worden, voor te bereiden. De in 1908 benoemde secretaris Frederiks deed samen met een commissielid een gedegen onderzoek naar de zwanendrift en zij bezochten persoonlijk de zwanendrift in Mantgum. Naar aanleiding van dit onderzoek concludeerde de 'Staatscommissie inzake het jachtrecht' dat de zwanendrift als houderij van tamme zwanen niet in de jachtwet thuishoorde maar in het Burgerlijk Wetboek. In 1918 werd een hernieuwd onderzoek naar de zwanendrift gedaan. Er bleken nog acht geregistreerde zwanendriften te bestaan. In 1837 waren dat er nog 340 en in 1900 waren er nog 14 verdeeld over vier provincies. De Staatscommissie stelde voor om voorlopig de bepalingen aangaande de zwanendrift in de oude jachtwet te handhaven. In 1928 werden er Kamervragen gesteld vanwege het uitblijven van de nadere wettelijke regeling van de zwanendrift. Uit een nader onderzoek bleek dat de zwanendriften van Rhoon en Mantgum nog bestonden, en dat van de zes in 1918 nog geregistreerde Groningse driften geen gegevens bekend waren. De minister zag geen reden voor een nadere wettelijke regeling voor de zwanendriften.
De voorbereidingscommissie Jachtwet 1954 concludeerde net als de commissie van 1923 dat de zwanendrift niet in de jachtwet thuishoorde. In het Nederlands burgerlijk wetboek is niets geregeld. Volgens archivaris Eric Ketelaar bestaat het recht van zwanendrift nog steeds, daar het van oorsprong regale heerlijke rechten betreft, die alleen bij wet afgeschaft kunnen worden.

### Wettelijke regeling in het Verenigd Koninkrijk
In Groot-Brittannië wordt alom aangenomen dat alle zwanen het eigendom zijn van de regerende vorst. In werkelijkheid is dit traditionele eigendomsrecht beperkt tot knobbelzwanen in open water en wordt het alleen betracht op bepaalde delen van de Theems en de wateren tussen Windsor en Abingdon.

## Leewieken

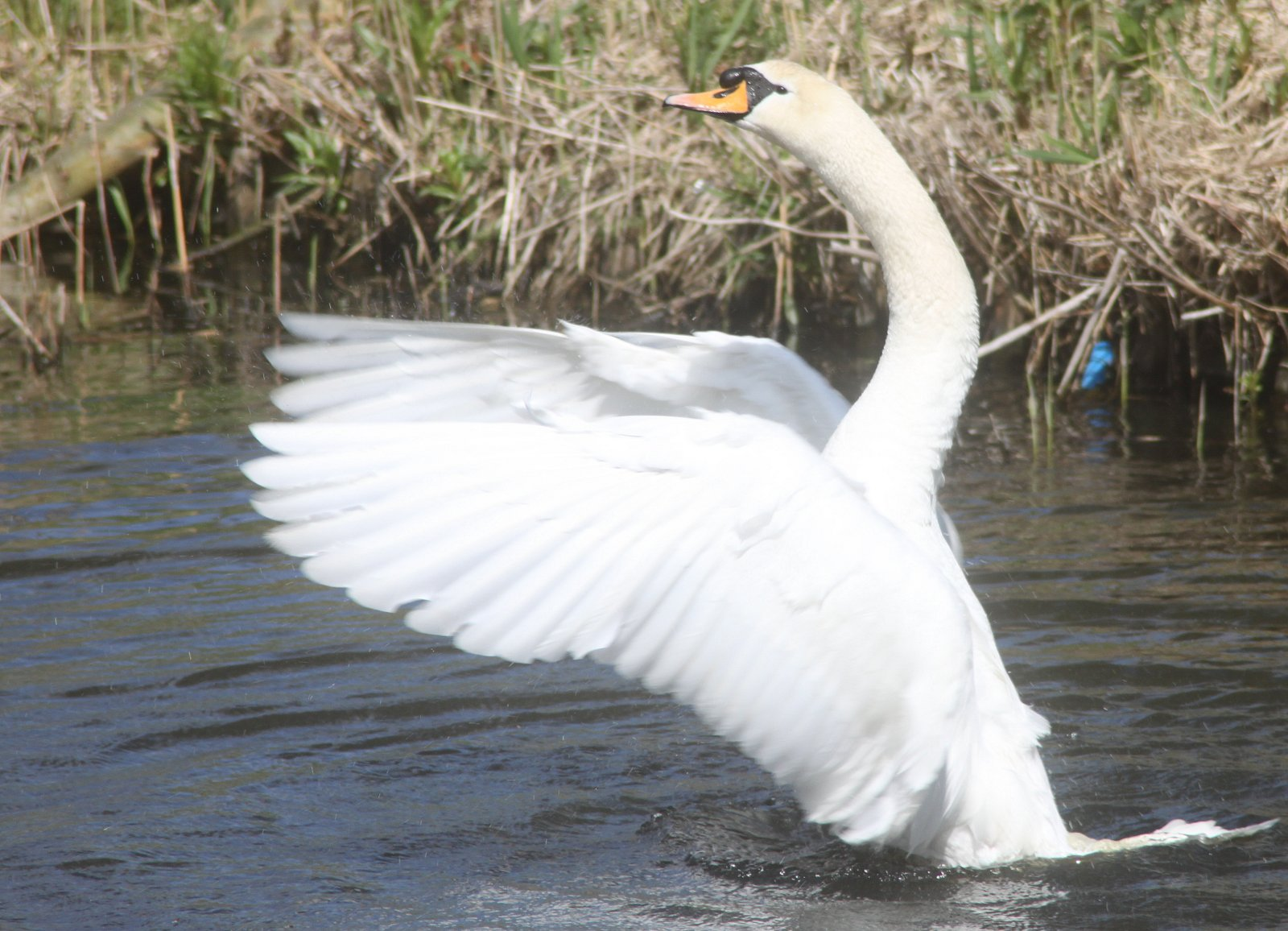
Een van de vleugels van de zwaan wordt geleewiekt, zodat die niet meer kan (weg)vliegen.

Bij het leewieken wordt aan een vleugel een gedeelte van het vleugelbeentje definitief weggenomen. Dit wordt gedaan door bij jongen die een week tot twee weken oud zijn, de punt van de vleugel af te knippen. Bij oudere zwanen worden de slagpennen uit de vleugel getrokken. Sinds 1996 stelt artikel 40 van de Gezondheids- en welzijnswet voor dieren grenzen aan lichamelijke ingrepen bij dieren. In de regel zijn enkel maatregelen tot het onvruchtbaar maken van een dier of waarvoor een diergeneeskundige noodzaak bestaat, toegestaan. De wet bepaalt tevens dat het leewieken van vogels alleen is toegestaan bij vogels die in een niet-afgesloten ruimte worden gehouden. Tevens mag sinds 1996 het leewieken enkel nog uitgevoerd wordend door een dierenarts. Vanaf 2018 zal er een algeheel verbod op leewieken bestaan. In Nederland worden jaarlijks zeker 600 knobbelzwanen geleewiekt.

## Zwanendrift in Nederland in de 21e eeuw
In 2010 drongen de Faunabescherming, de Stichting Vier Voeters en Een Dier Een Vriend bij de minister van Landbouw, Natuur en Voedselkwaliteit aan op de beëindiging van het zwanendriften. In 2013 waren door de Nederlandse Voedsel- en Warenautoriteit (NVWA) geen controles uitgevoerd op de handhaving van de regels rond het zwanendriften. Op 27 januari 2014 overhandigde de werkgroep "Stop het Zwanendriften" handtekeningen tegen het zwanendriften aan Tweede Kamerfracties. Het recherche Milieuteam van Politie Midden-Nederland startte in april 2014 een strafrechtelijk onderzoek, waarin meldingen over de zwanendrifters werden meegenomen.
In 2015 is Nederland het enige land in Europa waar zwanendriften nog steeds voorkomt. In Nederland zijn nog twee familiebedrijven die toestemming hebben voor zwanendriften, gevestigd in Nieuwerbrug en Lopik. Zij houden geleewiekte knobbelzwanen die het gehele jaar vrijelijk in het landschap lopen. Voor deze bedrijven was in 2013 een vijf jaar durende ontheffing afgegeven, met betrekking tot de niet-geringde zwanen die de houder op dat moment in zijn bezit had. De ontheffing was bedoeld als overbruggingsmaatregel, omdat oude zwanen niet meer mogen worden geringd, terwijl er sinds 2002 voor deze zwanen een ringplicht geldt, met de invoering van de Flora- en faunawet.
In maart 2015 werd door het recherche Milieuteam van Politie Midden-Nederland naar aanleiding van hun strafrechtelijk onderzoek een proces-verbaal ingediend bij het Functioneel Parket in Amsterdam. Op basis van de conclusies oordeelde de staatssecretaris van Economische Zaken dat de ontheffing voor de ringplicht ingetrokken zal worden. Ook zou er eventueel sprake zijn van een last onder dwangsom of bestuursdwang. De staatssecretaris gaf aan tevens voornemens te zijn om het zwanendriften per 2018 te verbieden, inclusief het houden van zwanen in de vrije natuur.

### Televisie-uitzendingen
In een televisie-uitzending van het Nederlandse actualiteitenprogramma EenVandaag op 2 mei 2015, werd getoond dat de twee families die toestemming hebben om in Zuid-Holland en Utrecht zwanen te verhandelen, dit ook deden met wilde zwanen. De wilde zwanen werden gevangen met een vangstok waarmee de zwaan aan zijn hals naar de kant kan worden getrokken. Daar werden deze geleewiekt, zodat deze niet meer konden (weg)vliegen. Tevens werden ze gemerkt met een ring om de poot en een tatoeage op de snavel. De beelden toonden dat de vleugels van de jonge wilde zwanen werden geleewiekt, ondanks het feit dat dit sinds 1996, anders dan door dierenartsen, verboden is. EenVandaag meldde dat de NVWA al sinds 1996 niet meer controleerde op de handhaving. De staatssecretaris van Economische Zaken, Sharon Dijksma, liet in een brief aan de Tweede Kamer weten dat de NVWA per abuis dacht dat de houder mocht leewieken. Eind 2013 had de NVWA de zwanendrifters hiervan in kennis gesteld en handhaven hierop aangekondigd. Na het zien van de beelden in de televisierapportage reageerde de staatssecretaris: “Ik trek de ontheffing onmiddellijk in. En we zullen de wet moeten wijzigen om te voorkomen dat het zwanendriften nog een beroep kan zijn in ons land.”
EenVandaag maakte een vervolguitzending die op 11 juli 2015 publiek werd gemaakt. Daaruit bleek dat twee maanden na de intrekking van de ontheffing door staatssecretaris Dijksma, de zwanendrifters hun activiteiten nog niet hadden stopgezet, ondanks dat dit inmiddels illegaal was geworden. Volgens een beschikking van de NWA die in handen zou zijn van dagblad Trouw, riskeren zij een dwangsom van maximaal € 50.000. Echter, ook uit een door EenVandaag gepubliceerde reactie van de politie bleek niet dat zij vóór 11 juli tot handhaving was overgegaan.